# ソフィア・ヴァーサ
ソフィア・ヴァーサ（Sofia Vasa, 1547年10月29日 - 1611年3月17日）は、スウェーデン王グスタフ・ヴァーサとその2番目の妃マルガレータ・レイヨンフーヴッドの間の四女。ドイツのザクセン＝ラウエンブルク公マグヌス2世と結婚した。

## 生涯
ソフィアは1568年7月4日、マグヌス2世と結婚した。同じ日に異母兄エリク14世とカリン・モンスドッテルの結婚式が盛大に祝われており、ソフィアの結婚式は目立たないものだった。夫のマグヌス2世は大酒飲みで家臣や召使を虐待するような人物であり、激しい嫉妬心から妻ソフィアにも身体的、精神的虐待を加え、ソフィアは精神を病んだ。1578年、兄王ユーハン3世は義弟のマグヌス2世をスウェーデン国外へ追い出し、ソフィアにはエコルスンドとヴェンガルンを封土として与えた。
ソフィアはエコルスンド城に隠棲して余生を送った。精神を病んだままだったが、自分で家政を取り仕切る程度には回復した。1597年、ソフィアはラグンダとホーボーを領地として与えられた。また1603年には、長く別離状態だった夫マグヌス2世と死別している。
ソフィアが夫との間にもうけた一人息子グスタフ（1570年 - 1597年）は、スモーランド地方の都市カルマルの総督を務めたが、27歳で死去した。